# Знамя (стадион)
«Зна́мя» — стадион в Ногинске. Арена является домашней для футбольного клуба «Красное Знамя» (Ногинск), с сезона 2024 года выступающего в лиге «А» чемпионата Московской области в рамках Третьей лиги первенства России (ЛФК). Также здесь проводит свои домашние матчи футбольный клуб дивизиона «Б» Второй лиги «Композит» (Павловский Посад).

## История
История стадиона началась со строительства велотрека в 1862 году. В этом же году состоялись соревнования, в которых приняло участие 70 человек.
В 1902 году заменили земляное покрытие на деревянное. В 1909 году часть велотрека сгорела. В 1926 году был построен стадион.
За десятилетия эксплуатации износ составил 100 %, в связи с этим в 2019—2020 годах была проведена реконструкция.
В разные годы принимал матчи первенства СССР и России с участием местной команды, носившей названия «Труд», «Автомобилист», «Знамя». В сезоне 2022/23 часть домашних матчей здесь играл, выступавший во Второй лиге футбольный клуб «Балашиха».